# Barathrites iris
Barathrites iris är en fiskart som beskrevs av Zugmayer, 1911. Barathrites iris ingår i släktet Barathrites och familjen Ophidiidae. Inga underarter finns listade.

## Bildgalleri

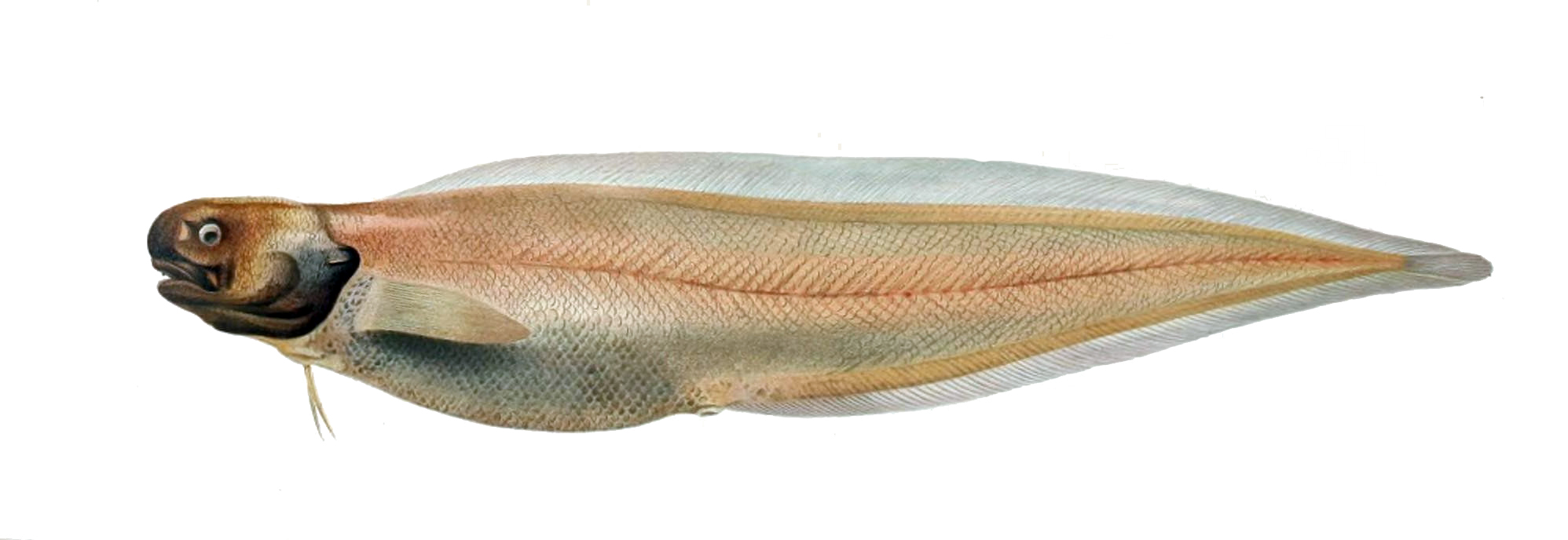
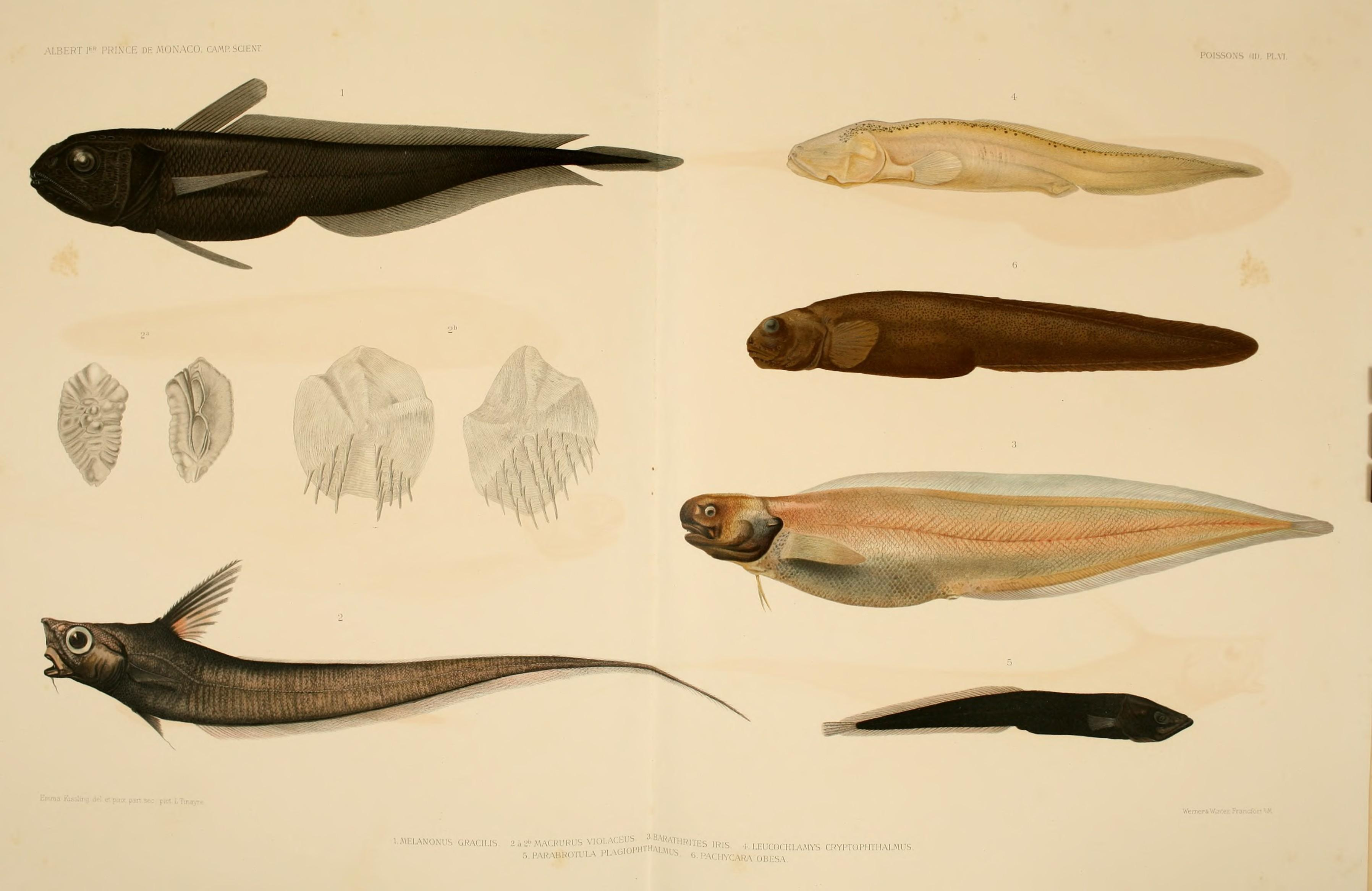